# Эта замечательная жизнь Франца Кафки
«Эта замечательная жизнь Франца Кафки» (англ. Franz Kafka's It's a Wonderful Life) — комедийный фильм, режиссёрский дебют Питера Капальди, вышедший в 1993 году. Главную роль Франца Кафки исполнил Ричард Грант. Картина удостоена премии Британской киноакадемии в номинации «Лучший короткометражный фильм», а также премии «Оскар» за «Лучший игровой короткометражный фильм».
Название киноленты является аллюзией на фильм Фрэнка Капры «Эта замечательная жизнь». Сюжет сконцентрирован на попытках великого писателя создать своё знаменитое произведение «Превращение».

## В ролях
- Ричард Грант — Франц Кафка
- Криспин Леттс — Грегор Замза
- Кен Стотт — Воланд
- Элейн Коллинз — мисс Сесиль
- Филлис Логан — фрау Бунофски

## Награды
- 1993 — премия BAFTA Scotland в номинации «Лучший короткометражный фильм»[1]
- 1993 — премия Атлантического кинофестиваля в номинации «Лучший игровой фильм», «Лучший короткометражный фильм» и «Лучшая работа художника-постановщика»[2]
- 1994 — приз зрительских симпатий Европейского фестиваля дебютантов кино в Анже в категории «Короткометражный фильм»[3]
- 1994 — премия BAFTA за «Лучший короткометражный фильм»[4]
- 1994 — премия Кельтского медиафестиваля в категории «Лучший новый режиссёр»[2]
- 1994 — премия международного комедийного кинофестиваля Веве за «Лучший короткометражный фильм»[2]
- 1995 — премия «Оскар» за «Лучший игровой короткометражный фильм»[5]